# 韦斯图斯
韦斯图斯（法語：Westhouse，法語發音：[vɛstuz]）是法国下莱茵省的一个市镇，位于该省中南部，属于塞莱斯塔-埃尔什泰因区。

## 地理
韦斯图斯（48°23'49"N, 7°35'21"E）面积11.94 平方千米，位于法国大東部大區下莱茵省，该省份为法国大陆部分最东部的省份，是阿尔萨斯的一部分，今与上莱茵省组成了阿尔萨斯欧洲集体，其南至上莱茵省，西南接孚日省和默尔特-摩泽尔省，西接摩泽尔省，北与德国接壤。
与韦斯图斯接壤的市镇（或旧市镇、城区）包括：博尔瑟奈姆、凯尔特兹弗尔、尼代奈、桑镇、于特奈姆、瓦尔夫、泽尔维莱。

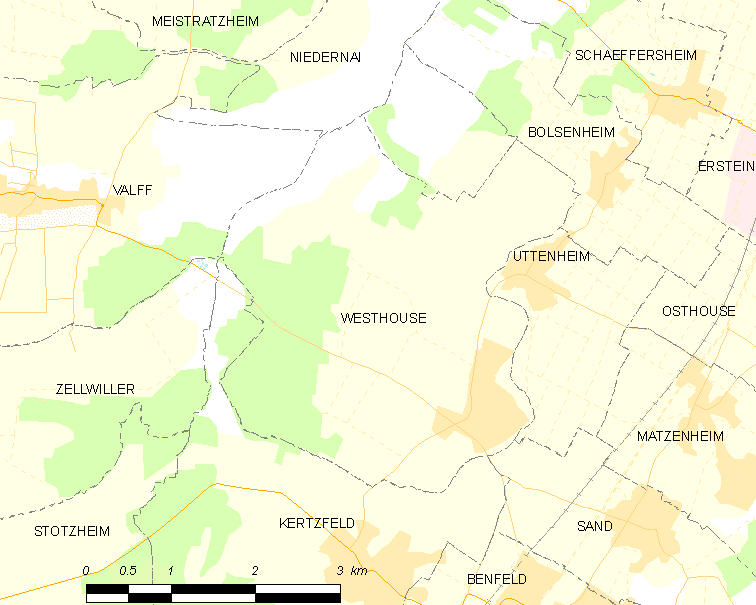
韦斯图斯的OSM定位图

韦斯图斯的时区为UTC+01:00、UTC+02:00（夏令时）。

## 行政
韦斯图斯的邮政编码为67230，INSEE市镇编码为67526。

## 政治
韦斯图斯所属的省级选区为埃尔什泰因区。

## 人口

1962-2008年间韦斯图斯人口变化图示

韦斯图斯于2022年1月1日时的人口数量为1638人。